# Radomka 2019-2020
Questa voce raccoglie le informazioni riguardanti il Radomka nelle competizioni ufficiali della stagione 2019-2020.

## Organigramma societario
Area direttiva
- Presidente: Robert Grzanka

Area tecnica
- Allenatore: Adam Grabowski
- Allenatore in seconda: Radosław Wodziński
- Scout man: Piotr Piotrowski

## Rosa
| N° | Nome                 | Ruolo | Data di nascita   | Nazionalità sportiva |
| -- | -------------------- | ----- | ----------------- | -------------------- |
| 1  | Julieta Lazcano      | C     | 25 luglio 1989    | Argentina            |
| 2  | Anna Bodasińska      | L     | 15 giugno 1998    | Polonia              |
| 3  | Agata Durajczyk      | L     | 19 agosto 1989    | Polonia              |
| 4  | Klaudia Laskowska    | C     | 23 gennaio 2000   | Polonia              |
| 7  | Paulina Szpak        | P     | 11 ottobre 1991   | Polonia              |
| 8  | Izabela Bałucka      | C     | 15 febbraio 1993  | Polonia              |
| 9  | Marharyta Stepanenko | O     | 25 aprile 1993    | Azerbaigian          |
| 11 | Sonia Kubacka        | C     | 27 febbraio 1999  | Polonia              |
| 12 | Oliwia Bałuk         | S     | 17 maggio 2000    | Polonia              |
| 13 | Renata Biała         | S     | 22 giugno 1992    | Polonia              |
| 14 | Paulina Zaborowska   | P     | 7 giugno 2000     | Polonia              |
| 15 | Katarzyna Nadziałek  | P     | 10 settembre 1988 | Polonia              |
| 16 | Emilia Mucha         | S     | 7 dicembre 1993   | Polonia              |
| 17 | Majka Szczepańska    | O     | 24 aprile 1995    | Polonia              |
| 20 | Mia Jerkov           | S     | 5 dicembre 1982   | Croazia              |
| 20 | Veronica Jones       | S     | 20 gennaio 1997   | Polonia              |

## Risultati

### Liga Siatkówki Kobiet

#### Girone di andata
| 1ª giornata - 14 ottobre 2019 Hala MOSiR, Radom           | Radomka            | 1 - 3 | BKS            | 21-25, 25-21, 23-25, 22-25        |
| 2ª giornata - 18 ottobre 2019 Hala MOSiR, Radom           | Radomka            | 1 - 3 | ŁKS            | 25-22, 22-25, 21-25, 18-25        |
| 3ª giornata - 28 ottobre 2019 Arena Kalisz, Kalisz        | Kalisz             | 3 - 1 | Radomka        | 25-18, 28-26, 23-25, 25-12        |
| 4ª giornata - 11 novembre 2019 Łódź Sport Arena, Łódź     | Budowlani Łódź     | 3 - 2 | Radomka        | 22-25, 23-25, 25-16, 33-31, 15-8  |
| 5ª giornata - 18 novembre 2019 Hala MOSiR, Radom          | Radomka            | 0 - 3 | PTPS           | 25-27, 27-29, 21-25               |
| 6ª giornata - 23 novembre 2019 Arena Legionowo, Legionowo | Legionovia         | 3 - 1 | Radomka        | 25-17, 20-25, 25-23, 25-21        |
| 7ª giornata - 30 novembre 2019 Hala MOSiR, Radom          | Radomka            | 3 - 1 | Wrocław        | 25-22, 25-21, 19-25, 25-19        |
| 8ª giornata - 7 dicembre 2019 Hala Łuczniczka, Bydgoszcz  | Pałac Bydgoszcz    | 2 - 3 | Radomka        | 28-26, 25-17, 22-25, 13-25, 13-15 |
| 9ª giornata - 11 dicembre 2019 Hala MOSiR, Radom          | Radomka            | 3 - 2 | Wisła Warszawa | 25-16, 15-25, 23-25, 25-13, 15-8  |
| 10ª giornata - 14 dicembre 2019 Hala Podpromie, Rzeszów   | Developres Rzeszów | 3 - 0 | Radomka        | 25-22, 25-20, 25-14               |
| 11ª giornata - 23 ottobre 2019 Hala MOSiR, Radom          | Radomka            | 0 - 3 | Chemik Police  | 18-25, 17-25, 16-25               |

#### Girone di ritorno
| 12ª giornata - 31 ottobre 2019 Hala BKS Stal, Bielsko-Biała | BKS            | 3 - 2 | Radomka            | 22-25, 13-25, 28-26, 25-20, 16-14 |
| 13ª giornata - 13 novembre 2019 Łódź Sport Arena, Łódź      | ŁKS            | 3 - 0 | Radomka            | 25-14, 25-19, 25-19               |
| 14ª giornata - 20 gennaio 2020 Hala MOSiR, Radom            | Radomka        | 0 - 3 | Kalisz             | 20-25, 17-25, 25-27               |
| 15ª giornata - 25 gennaio 2020 Hala MOSiR, Radom            | Radomka        | 3 - 2 | Budowlani Łódź     | 25-23, 25-23, 29-31, 21-25, 15-11 |
| 16ª giornata - 29 gennaio 2020 Hala MOSiR, Piła             | PTPS           | 3 - 1 | Radomka            | 29-27, 25-19, 13-25, 29-27        |
| 17ª giornata - 1º febbraio 2020 Hala MOSiR, Radom           | Radomka        | 3 - 1 | Legionovia         | 25-21, 21-25, 28-26, 27-25        |
| 18ª giornata - 8 febbraio 2020 Hala Orbita, Breslavia       | Wrocław        | 3 - 1 | Radomka            | 22-25, 25-19, 25-22, 25-17        |
| 19ª giornata - 17 febbraio 2020 Hala MOSiR, Radom           | Radomka        | 3 - 0 | Pałac Bydgoszcz    | 25-23, 25-16, 25-21               |
| 20ª giornata - 22 febbraio 2020 Hala Koło, Varsavia         | Wisła Warszawa | 0 - 3 | Radomka            | 20-25, 20-25, 10-25               |
| 21ª giornata - 25 febbraio 2020 Hala MOSiR, Radom           | Radomka        | 1 - 3 | Developres Rzeszów | 25-22, 18-25, 18-25, 17-25        |
| 22ª giornata - 29 febbraio 2020 Hala Policach, Police       | Chemik Police  | 3 - 0 | Radomka            | 25-20, 25-18, 25-23               |

## Statistiche

### Statistiche di squadra
| Competizione          | Punti | In casa | In casa | In casa | In trasferta | In trasferta | In trasferta | Totale | Totale | Totale |
| Competizione          | Punti | G       | V       | P       | G            | V            | P            | G      | V      | P      |
| --------------------- | ----- | ------- | ------- | ------- | ------------ | ------------ | ------------ | ------ | ------ | ------ |
| Liga Siatkówki Kobiet | 20    | 11      | 5       | 6       | 11           | 2            | 9            | 22     | 7      | 15     |
| Totale                | -     | 11      | 5       | 6       | 11           | 2            | 9            | 22     | 7      | 15     |

G = partite giocate; V = partite vinte; P = partite perse

### Statistiche dei giocatori
| Giocatore      | Liga Siatkówki Kobiet | Liga Siatkówki Kobiet | Liga Siatkówki Kobiet | Liga Siatkówki Kobiet | Liga Siatkówki Kobiet | Totale | Totale | Totale | Totale | Totale |
| Giocatore      | P                     | PT                    | AV                    | MV                    | BV                    | P      | PT     | AV     | MV     | BV     |
| -------------- | --------------------- | --------------------- | --------------------- | --------------------- | --------------------- | ------ | ------ | ------ | ------ | ------ |
| M. Stepanenko  | 22                    | 291                   | 241                   | 43                    | 7                     | 22     | 291    | 241    | 43     | 7      |
| I. Bałucka     | 20                    | 112                   | 59                    | 40                    | 13                    | 20     | 112    | 59     | 40     | 13     |
| O. Bałuk       | 21                    | 76                    | 58                    | 10                    | 8                     | 21     | 76     | 58     | 10     | 8      |
| R. Biała       | 16                    | 90                    | 80                    | 5                     | 5                     | 16     | 90     | 80     | 5      | 5      |
| A. Bodasińska  | 21                    | 0                     | 0                     | 0                     | 0                     | 21     | 0      | 0      | 0      | 0      |
| A. Durajczyk   | 21                    | 0                     | 0                     | 0                     | 0                     | 21     | 0      | 0      | 0      | 0      |
| M. Jerkov      | 5                     | 54                    | 46                    | 2                     | 6                     | 5      | 54     | 46     | 2      | 6      |
| V. Jones       | 9                     | 179                   | 155                   | 11                    | 13                    | 9      | 179    | 155    | 11     | 13     |
| S. Kubacka     | 16                    | 71                    | 29                    | 29                    | 13                    | 16     | 71     | 29     | 29     | 13     |
| K. Laskowska   | 13                    | 29                    | 18                    | 8                     | 3                     | 13     | 29     | 18     | 8      | 3      |
| J. Lazcano     | 16                    | 86                    | 72                    | 11                    | 3                     | 16     | 86     | 72     | 11     | 3      |
| E. Mucha       | 14                    | 136                   | 114                   | 18                    | 4                     | 14     | 136    | 114    | 18     | 4      |
| K. Nadziałek   | 5                     | 4                     | 3                     | 0                     | 1                     | 5      | 4      | 3      | 0      | 1      |
| M. Szczepańska | 21                    | 180                   | 146                   | 11                    | 23                    | 21     | 180    | 146    | 11     | 23     |
| P. Szpak       | 14                    | 38                    | 17                    | 9                     | 12                    | 14     | 38     | 17     | 9      | 12     |
| P. Zaborowska  | 20                    | 23                    | 10                    | 10                    | 3                     | 20     | 23     | 10     | 10     | 3      |

P = presenze; PT = punti totali; AV = attacchi vincenti; MV = muri vincenti; BV = battute vincenti